# Киевская камерата

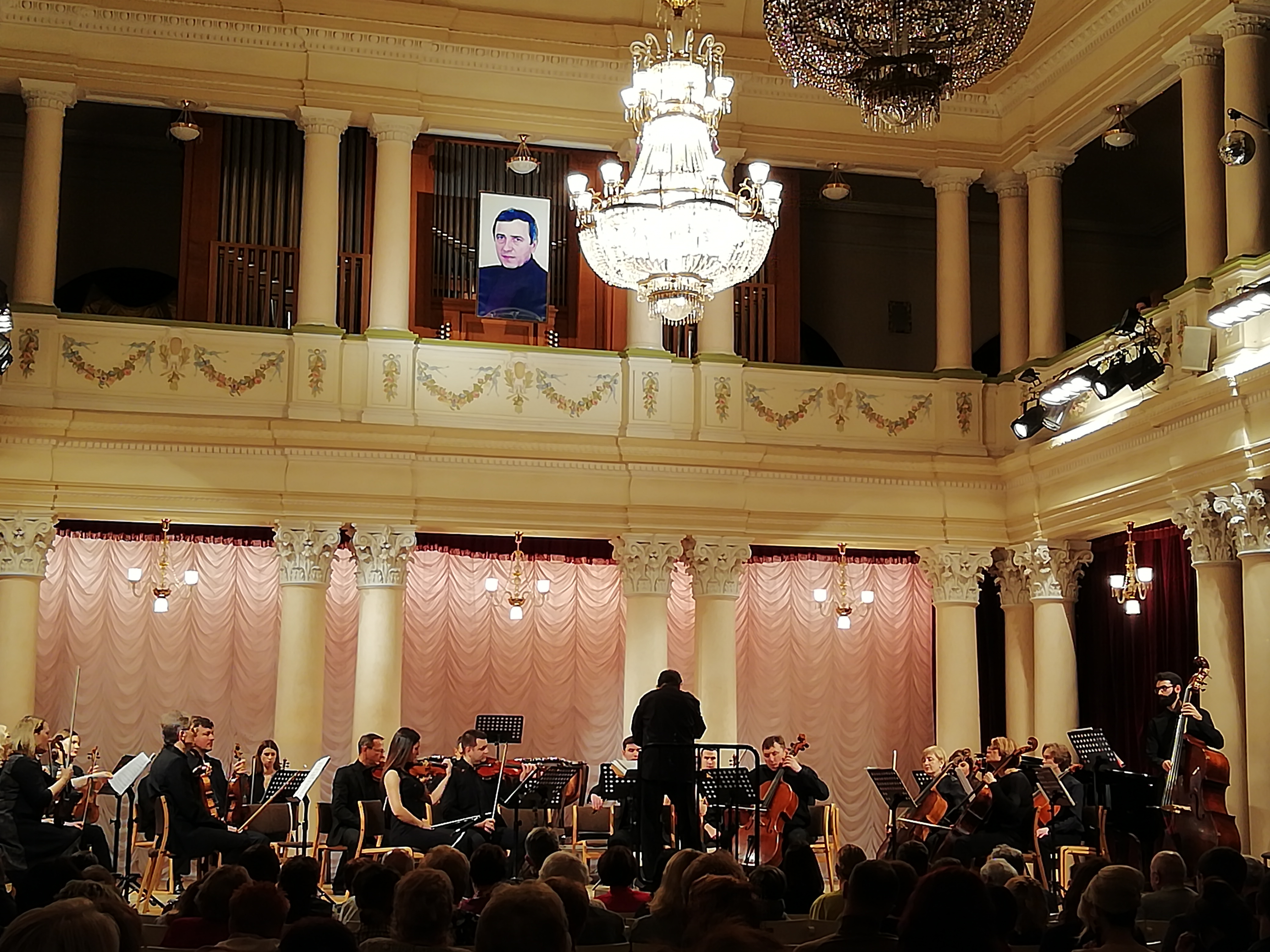
Киевская камерата, концерт к 75-летию в «Национальной филармонии Украины».

Национальный ансамбль солистов «Киевская камерата» — музыкальный коллектив Киева. Главная сфера творческой деятельности ансамбля — популяризация музыки украинских композиторов и репрезентация их творчества за рубежом.

## Этапы истории
Основан в 1977 году на условиях антрепризы Валерием Матюхиным. Сначала коллектив специализировался на исполнении современной украинской музыки, позже его творчество охватило произведения разных эпох и разных жанров. В разные годы коллектив возглавляли Евгений Станкович , Мирослав Скорик и Иван Карабиц . В августе 1993 года коллективу был предоставлен статус государственного, а в 2000 году — национального коллектива.
За годы своего существования ансамбль осуществил большое количество премьерных исполнений произведений украинских композиторов-современников: Валентина Сильвестрова , Владимира Зубицкого , Ивана Карабица , Евгения Станковича , Мирослава Скорика , А. Кивы, Юрия Ищенко , Игоря Щербакова , А. Гаврилец, И. Кирилиной, А. Левковича, В Губаренко, В. Загорцева, Я. Верещагина, С. Алмаши , Александра Шимко и других. Ансамбль сотрудничает также с вокалистами Ниной Матвиенко , Александром Василенко и Людмилой Войнаровской.
Ансамбль участвовал в фестивалях академической музыки в Украине, а также гастролировал в Германии, Австрии, Франции, США, КНР, Польше, Греции, России, Прибалтике, Армении, Грузии. Ансамбль имеет статус официального оркестра Всеукраинской открытой музыкальной олимпиады «Голос Страны» Архивная копия от 26 февраля 2022 на Wayback Machine.

## Дискография
CD:
- Цепколенко К. Камерная симфония «Параллели», «Лес-рояль» для фп. трио, «Ночной преферанс» для кларнета, влч., фп. и ударных, Квартет для саксофонов: «Киевская камерата» п/у В. Матюхина. — О.: ELCI-records, 1995;
- Стравинский И. «Dumbarton Oaks», Вагнер P. «Зигфрид-Идиллия», Карабиц И. Концерт для 5-ти инструментов, Балей В. «Яблоко Адама»: «Киевская камерата» п/у В. Матюхина. — М.: Аркадия-Симфо, 1996;
- Мировая академическая музыка: Моцарт В. А. Симфония № 29;
- Малер Г. Симфония № 10, Шёнберг А. «Озарённая ночь»: «Киевская камерата», дириж. В. Балей. — М.: Аркадия, 1999;
- «Жемчужины прошлых веков»: Украинские романсы и народные песни: О. Ступак (Олеся Чаривна) и «Киевская камерата» п/у В. Матюхина. — М.: Симфокар, 2002. — 053-S-021-2;
- Музыкальные диалоги: Украина-Австрия. Бортнянский Д. Квинтет для клавира, скр., альта, влч. и арфы;
- Концертная симфония для клавира, струнного квартета, фагота и арфы;
- Моцарт В. А. Фантазия для механического клавира и струн, орк. f-moll, К-608. Орк. транскрипция Е. Станкович;
- Концерт для кл. с орк. A-dur, К-622. — М.: Оберег, 2003;
- Сильвестров В. Медитации;
- Симфония для влч. и ком. орк.: «Киевская камерата» п/у В. Матюхина, И. Кучер (влч). — Черновцы, 2004. — К 608209 Б
- Станкович Е. Произведения для скр. с орк.: «Киевская камерата» п/у В. Матюхина, Б. Пивненко Скр.). — Черновцы, 2006. — К 742794;
- двойной — Кива О. Произведения для голоса с оркестром: «Киевская камерата» п/у В. Матюхина, солисты Н. Матвиенко, И. Семененко, Л. Войнаровская, В. Буймистер, Д. Вишня. — К.: Атлантик, 2007. — К 961322 КО;
- Щербаков И. Камерные симфонии: «Киевская камерата» п/у В. Матюхина, солисты Б. Пивненко (скр.), А. Тучапец (альт). — К.: Атлантик, 2007. — К 959610 КО;
- Станкович Е. Камерные произведения: «Киевская камерата» п/у В. Матюхина, солисты Б. Пивненко (скр.), А. Тучапец (альт), Е. Оркин (кларнет). — М.: Атлантик, 2007.